# Hipolit Oladowski
Hipolit Oladowski (ur. 1798, zm. 16 sierpnia 1878 w Columbus, stan Georgia) – powstaniec listopadowy, weteran wojny amerykańsko-meksykańskiej, pułkownik wojsk Konfederacji.

## Życiorys
Oladowski urodził się w zaborze rosyjskim. Służył w armii rosyjskiej, w której osiągnął stopnia kapitana. Dołączywszy do powstańców listopadowych w 1831 roku został schwytany i skazany na dożywotnią katorgę na Syberii. Udało mu się jednak uciec przy pomocy polskiej szlachcianki, która użyczyła mu swojego ubrania.
Odzyskawszy wolność, wyemigrował do Stanów Zjednoczonych, gdzie prawie natychmiast uzyskał patent oficerski. Przez prawie trzy następne dziesięciolecia był zatrudniony w Federalnym Departamencie Uzbrojenia. W latach 1846-1848 walczył w armii Stanów Zjednoczonych w wojnie z Meksykiem. Po zakończeniu działań wojennych został kwatermistrzem arsenału Baton Rouge w Luizjanie, w stopniu sierżanta służby uzbrojenia (ang. ordnance seargent).

### Wojna secesyjna
Sprawność zarządzania arsenałem oraz doświadczenie zadecydowały o tym, iż generał brygady Braxton Bragg, który objął dowództwo nad organizującymi się oddziałami konfederatów na Florydzie, przekonał Oladowskiego do przyjęcia służby Konfederacji. Kongres Konfederacji zaakceptował awans na kapitana 16 marca 1861 roku. Oladowski wszedł do dziewięcioosobowego sztabu gen. Bragga, w którym pełnił funkcję szefa służby uzbrojenia. Jego postawa spotkała się z wielkim uznaniem i pochwałami Bragga, który pisał, że „rezultaty jego cennej służby były wszędzie widoczne”, a „godny podziwu sposób, w jaki zaopatrywał on baterie i kierował sprawami w swoim departamencie odzwierciedlają jego zdolności pracowitość”.
W marcu 1862 roku gen. Beauregard sformował armię Mississippi, złożoną z oddziałów z Tennessee oraz posiłków przesłanych przez rząd Konfederacji, wśród których znajdowały się oddziały Bragga. 30 marca Oladowski został mianowany szefem służby uzbrojenia całej Armii Mississippi
W raporcie z przegranej przez konfederatów bitwie pod Shiloh, Oladowski został wyróżniony przez Bragga.
7 maja Beauregard został zastąpiony na stanowisku głównodowodzącego armią Mississippi przez Bragga, a Oladowskiego mianowano podpułkownikiem. Bragg, chcąc odmienić losy wojny na zachodzie, przedsięwziął szeroko zakrojone plany inwazyjne, z którymi łączyło się usprawnienie pracy arsenałów w Columbus. Dzięki pracy Oladowskiego, Konfederaci mieli komplet pocisków do 97 dział.
W lipcu Oladowski organizował magazyny zaopatrzenia w Dalton, celem wyposażenia 60 tysięcy żołnierzy Konfederacji. Z tego okresu pochodzi korespondencja z szefem służby uzbrojenia płk. Josiahem Gorgasem i dowódcą arsenału w Columbus, mjr. Huntem, dowodząca zaangażowania Oladowskiego w sprawę Konfederacji.
Wyprawa Bragga na Kentucky nie udała się, zakończona porażką Perryville – konfederaci pociągnęli do Vicksburga, a następnie pod Chattanoogę, gdzie ponieśli porażkę. Uchodząc z miasta, odnieśli zwycięstwo nad Chickamaugą. Mimo zmiennego szczęścia, służba zaopatrzeniowa dyrygowana przez trzeźwo myślącego Polaka zapewniała Południowcom ciągły napływ amunicji, produkowanej w atlanckiej zbrojowni.
Ostatecznie armia Mississippi poniosła porażkę pod Chattanoogą w obliczu wojsk generała Granta, co doprowadziło do odwołania Bragga ze stanowiska głównodowodzącego. Oladowskiemu jednakże udało się utrzymać stanowisko generalnego kwatermistrza, co spowodowane było jego doskonałymi umiejętnościami zarządzania – w marcu i kwietniu roku 1864 oddziały konfederatów posiadały nadwyżki broni i mundurów.
Pomimo starań, obrona konfederatów przed nacierającymi oddziałami Granta okazała się niewystarczająca.

### Po wojnie
Po zakończeniu wojny Bragg, który otrzymał stanowisko szefa inżynierów w stanie Alabama i kierował rozbudową portu w Mobile, nie zapomniał o Polaku i zatrudnił go w swoim dystrykcie. Oladowski przez kolejne kilkanaście lat całkowicie poświęcił się nowej pracy. Pod koniec życia, gdy zmogła go ciężka choroba, odmówił przyjęcia pensji ze względu na niemożność wykonywania swoich obowiązków.
Hipolit Oladowski zmarł 16 sierpnia 1878 r. w Columbus (Georgia). 18 sierpnia został pochowany na Magnolia Cemetery w Mobile, gdzie niespełna dwa lata wcześniej pogrzebano jego długoletniego przyjaciela Braxtona Bragga.

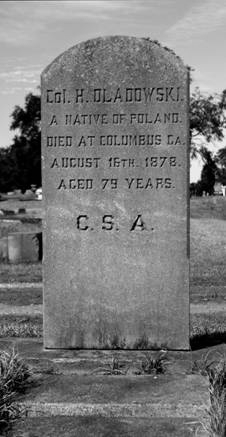
Nagrobek Oladowskiego

Oladowski utrzymywał kontakty z nowoorleańską Polonią. Jego przyjaciółmi byli: Kasper Tochman, Ignacy Szymański, Walerian Sułakowski.